# 斯洛博丹·拉伊科维奇
斯洛博丹·拉伊科维奇（英语：Slobodan Rajković，1989年2月3日—），是一名塞尔维亚职业足球运动员，司职中后卫，现效力于俄羅斯足球超級聯賽球會莫斯科火車頭。

## 生平

### 俱乐部
他在国内的OFK贝尔格莱德开始自己的职业生涯，当时就有着天才般的出彩表现，2005年11月，年仅16岁的拉伊科维奇被英格兰豪门切尔西以520万欧元（380万英镑）的高价签下，这一价格是18岁以下球员的转会费世界最高纪录，
随后在一系列的协定后，拉伊科维奇以租借的方式在OFK贝尔格莱德又效力了一个赛季，直到2006/07年赛季结束，才正式离开塞尔维亚联赛，切尔西随后将其租借给了荷甲强队PSV埃因霍温。2008年夏季再被借用到由前英格蘭領隊 帶領的荷甲球隊川迪一個球季。
2010年8月23日拉積高域與同胞隊友一同獲外借到荷甲維迪斯一個球季。
2011年8月24日，於開季首三仗失10球的德甲球會漢堡為加強防力而引入拉積高域，簽約四年，身價約200萬歐元。

### 国家队
16岁的拉伊科维奇已经是塞尔维亚和黑山U-21国家队的成员，他随后出现在是欧洲U-21锦标赛的资格赛中并且成为赛事最年轻的球员。由于塞尔维亚不是欧盟国家，所以拉伊科维奇必须在成年国家队中积累足够的出场次数才能取得登陆英超切尔西的工作签证。